# Cartagena-Protokoll
Das Internationale Protokoll über die biologische Sicherheit, nach dem letzten Verhandlungsort Cartagena (Kolumbien) kurz Cartagena-Protokoll genannt, ist ein am 11. September 2003 in Kraft getretenes internationales Folgeabkommen der UN-Konvention über biologische Vielfalt. Es regelt erstmals völkerrechtlich bindend den grenzüberschreitenden Transport, die Handhabung und den Umgang mit gentechnisch veränderten Organismen. Darin sind Maßnahmen vorgesehen, um die genetischen Ressourcen vor möglichen Gefahren zu schützen, die mit der Freisetzung gentechnisch veränderter Organismen verbunden sein können.
2010 wurde es durch das Nagoya-Protokoll unter anderem mit den Aichi-Zielen ergänzt.

## Kernpunkte
Die Kernpunkte des Protokolls über die Biologische Sicherheit sind:
- Wenn lebende gentechnisch veränderte Organismen in ein anderes Land exportiert werden sollen, um dort in die Umwelt freigesetzt zu werden, ist ein bestimmtes Informations- und Entscheidungsverfahren einzuhalten (Advanced Informed Agreement Procedure). Das Ausfuhrland ist verpflichtet, dem Empfängerland alle Informationen zugänglich zu machen, die für eine Sicherheitsbewertung erforderlich sind. Dieses kann die Einfuhr verbieten, wenn plausible Zweifel an der Sicherheit für Umwelt, biologische Vielfalt und menschliche Gesundheit bestehen. Anders als bei den Welthandelsabkommen ist keine fundierte wissenschaftliche Beweisführung notwendig, um ein Verbot zu begründen. Das Protokoll erlaubt es den Staaten somit, aus Vorsorge Importverbote zu verhängen.
- Beim Handel mit gentechnisch veränderten Organismen, die wie z. B. Sojabohnen oder Mais im Einfuhrland sofort zu Lebens- und Futtermitteln verarbeitet werden, gilt dieses Verfahren nicht. Die ausführenden Staaten verpflichten sich, alle sicherheitsrelevanten Informationen einer internationalen Clearingstelle zugänglich zu machen. Einfuhrländer können bei Bedarf auf diese zurückgreifen.
- Beim Handel mit GVOs mit der Absicht der Freisetzung ist grundsätzlich die Zustimmung des Einfuhrlandes erforderlich – nicht jedoch bei der Ausfuhr von GVO-Produkten, wenn eine Freisetzung nicht vorgesehen ist. Das ausführende Land ist dafür verantwortlich, dass dem Empfängerland alle sicherheitsrelevanten Informationen und Erkenntnisse zur Verfügung stehen.

## Ratifizierungsprozess
Die Aushandlung eines Protokolls über die biologische Sicherheit wurde bereits 1995 von den damals 170 Mitgliedstaaten der UN-Konvention über biologische Vielfalt beschlossen. Eine entsprechende Konferenz der Vertragsstaaten wurde 1999 im kolumbianischen Cartagena begonnen und 2000 in Montréal verabschiedet. 2003 wurde es mit der Ratifizierung durch 50 Staaten rechtskräftig. Inzwischen haben 159 Staaten und die Europäische Union das Protokoll anerkannt. Nicht zu den Unterzeichnern zählen einige Länder mit hohen Agrarexporten wie USA und Australien. Weitere Weltagrarexporteure, die das Cartagena-Protokoll zwar unterzeichnet, jedoch nicht ratifiziert haben, sind Argentinien und Kanada. 166 haben es bereits ratifiziert, dazu gehören neben Deutschland nahezu alle EU-Staaten. Vereinbart wurde ebenfalls die Abhaltung regelmäßiger Folgekonferenzen, die sich mit der Umsetzung des Protokolls befassen. Die erste dieser Konferenzen fand 2004 in Kuala Lumpur statt, wo die Errichtung einer Clearingstelle für biologische Sicherheit sowie Fragen zum Haftungsrecht und zur Dokumentation grenzüberschreitender Lieferungen in Frage kommender Organismen beschlossen wurde. Die Clearingstelle soll dabei Zugang zu allen nationalen und transnationalen gentechnisch relevanten Daten erhalten.

## Verhältnis zu WTO-Abkommen
Das Cartagena-Protokoll wurde von Juristen als verworren, schlecht entworfen, unvollständig und ohne Referenz zu den WTO-Abkommen bezeichnet. Es könne nicht sicherstellen, dass seine Provisionen nicht dazu verwendet werden, willkürliche und ungerechtfertigt diskriminierende Einschränkungen des internationalen Handels vorzunehmen.

## Überblick aller Treffen
- COP-MOP 1: 23. – 27. Februar 2004, Kuala Lumpur, Malaysia
- COP-MOP 2: 30. Mai – 3. Juni 2005, Montreal, Kanada
- COP-MOP 3: 13. – 17. März 2006, Curitiba, Brasilien
- COP-MOP 4: 12. – 16. Mai 2008, Bonn, Deutschland
- COP-MOP 5: 11. – 15. Oktober 2010, Nagoya, Japan
- COP-MOP 6: 01. – 05. Oktober 2012, Hyderabad, Indien
- COP-MOP 7: 29. September – 3. Oktober 2014, Pyeongchang, Korea[5]

## Kritik
Das Protokoll wurde von dem Biologen Willy de Greef von der Universität Gent kritisiert, da es eine ernsthafte Bedrohung für die Anstrengungen der öffentlichen Forschung darstelle, nachhaltige Beiträge zur Ernährungssicherheit und Gesundheitsversorgung in Entwicklungsländern zu leisten. Das Protokoll sei ein Versuch des Verbots der Grünen Gentechnik unter anderem Namen. Beispielsweise erschwere es die Verbreitung des Goldenen Reis. Kritisiert wurde, dass bei der ersten Verhandlungsrunde keine Vertreter der seriösen Wissenschaft anwesend waren, aber über 100 Vertreter von Nichtregierungsorganisationen, die eine wissenschafts- und technologiefeindliche Agenda vertreten würden. Von über 20 Präsentationen zur Agrogentechnik habe sich keine einzige mit ihrem Nutzen und Potenzial auseinandergesetzt.
Eine Kernempfehlung einer von der päpstlichen Akademie der Wissenschaften im Mai 2009 einberufenen Expertenrunde lautet, die Grüne Gentechnik von exzessiver und unwissenschaftlicher Regulierung zu befreien. Insbesondere spricht sie sich für eine Revision des Cartagena-Protokolls aus, das europäisch geprägte Regulierung in Entwicklungsländer exportiere.